# Вільденфельс
Вільденфельс (нім. Wildenfels) — місто в Німеччині, розташоване в землі Саксонія. Входить до складу району Цвікау.
Площа — 20,57 км2. Населення становить 3565 ос. (станом на 31 грудня 2020).